# Norges Bondesamband
Norges Bondesamband (en français Associations des paysans de Norvège) est une ancienne association agricole norvégienne, affiliée au parti nazi Nasjonal Samling, et qui a existé le temps de l'occupation de la Norvège par le Troisième Reich.
L'idée de créer cette association vient de Gustav Richert, responsable de l'agriculture et de l'alimentation au sein du Reichskommissariat Norwegen. Il chercha des soutiens parmi plusieurs responsables politiques norvégiens dont Jens Hundseid, Jon Leirfall, Trygve Dehli Laurantzon et Johan E. Mellbye.
Vidkun Quisling a voulu forcer l'association des petits exploitants (Norsk Bonde- og Småbrukarlag) et celle des pêcheurs (Norges Fiskarlag) à entrer dans la nouvelle association. La résistance fut si forte, en particulier de l'association de pêcheurs, qu'il dut abandonner l'idée.
Johan Mellbye est contraint de démissionner de Norges Bondelag en 1941, il est remplacé un an plus tard par Thorstein Fretheim. 